# موزه علوم لندن
موزهٔ علوم بخشی از موزهٔ ملی علم و صنعت است که در کنزینگتون جنوبی، لندن واقع شده است. این موزه در سال ۱۸۵۷ افتتاح شد و امروزه از مهم‌ترین جاذبه‌های گردشگری لندن است، بطوریکه سالانه ۳.۳ میلیون نفر از این موزه بازدید می‌کنند.
به مانند باقی موزه‌های ملی که توسط بودجه عمومی حمایت می‌شوند بازدید از این موزه برای عموم آزاد است. هر چند ممکن است نمایشگاه‌های موقت در محل موزه برگزار شوند که شامل هزینه ورودی می‌باشند.